# Уварово (Костромская область)
Уварово — деревня в Костромском районе Костромской области. Входит в состав Бакшеевского сельского поселения.

## География
Находится в юго-западной части Костромской области на расстоянии приблизительно 15 км на запад по прямой от старой железнодорожной станции Кострома в правобережной части района.

## История
Еще в 1840 году была нанесена на карту Шуберта. Упоминалась в 1861 году как владение Н. Г. Текутьева. В 1872 году здесь было учтено 16 дворов, в 1907 году здесь отмечено было 37 дворов.

## Население
Постоянное население составляло 128 человек (1872 год), 212 (1897), 241 (1907), 35 в 2002 году (русские 100 %), 37 в 2022.